# Sättelstädt
Sättelstädt is een plaats in de Duitse gemeente Hörselberg-Hainich in  Thüringen. De gemeente maakt deel uit van het Wartburgkreis. Het dorp wordt voor het eerst vermeld in een oorkonde uit 1015. Het dorp werd in 1994 gevoegd bij Hörselberg en maakt sinds 2007 deel uit van Hörselberg-Hainich. Sättelstädt ligt naast de A4, bij het dorp is een afslag.